# Vinön

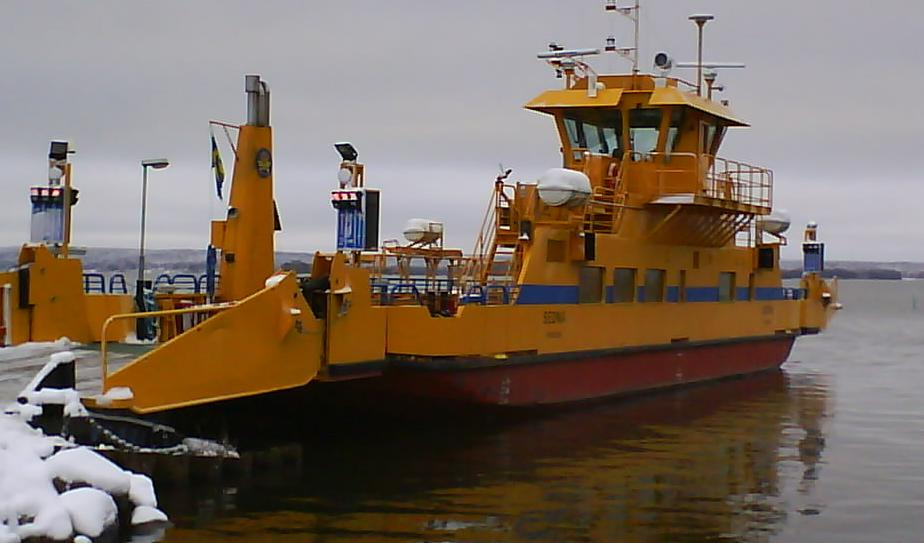
Fähre nach Vinön

Die Vinön ist mit 4,5 km² die größte Insel im Hjälmaren im Osten von Närke in Schweden und Teil der Ost-West orientierten Inselgruppe, die den südlichen Hjälmaren vom Storhjälmaren trennt. Vinön befindet sich in Lännäs in der Gemeinde Örebro. Die Insel hat in den beiden Dörfern Norra und Södra Vinön etwa 100 Einwohner. Eine Fähre verbindet die Insel mit Hampetorp.
Die Bevölkerung bestand zu Beginn des 20. Jahrhunderts aus etwa 300 Menschen, hauptsächlich Fischern, bevor die Krebspest 1908/09 den Hjälmaren traf und den gesamten Flusskrebsbestand auslöschte. Die Dampfschiffe zwischen Örebro und Stockholm stoppten häufig vor Vinön, um Flusskrebse und Zander zu laden, die in der Hauptstadt verkauft wurden.